# Gigas-Theodolit
Der Gigas-Theodolit war der erste motorisierte Präzisionstheodolit zur Bahnverfolgung von Ballonsonden und Erdsatelliten. Er wurde in den 1950er-Jahren von Erwin Gigas (Frankfurt) und den Berliner Askania-Werken entwickelt.
Der ursprüngliche TPR-Präzisionstheodolit von Askania mit gebrochenem Fernrohr und fotografischer Teilkreis-Registrierung mittels Robotkamera wurde auf doppelten Einblick umkonstruiert, sodass zwei seitlich stehende Beobachter das Ziel getrennt in Richtung und Höhe verfolgen konnten. Die Nachführgeschwindigkeit beider Achsen war mittels Reibrad-Getriebe bis zu 200° Drehung pro Minute regelbar. Zur raschen Einstellung hatte das Instrument zwei Sucherfernrohre und die Getriebe waren mit den Theodolitachsen durch Reibung gekoppelt. 
Der Gigas-Theodolit wurde vor allem für die Bahnbestimmung künstlicher Erdsatelliten eingesetzt, aber auch zur Verfolgung von Wetterballons und von Stratosphärenballons für die Hochzieltriangulation. Der Einsatz endete in den 1970er-Jahren, als andere Techniken der Satellitenbeobachtung die visuellen Messungen an Genauigkeit übertrafen.